# Altforst
Altforst é uma cidade pertencente ao município de West Maas en Waal, na província de Guéldria, nos Países Baixos, e está situada a 10 km ao norte de Oss.
Em 2001, sua população era de 540 habitante, sendo 113 moradores em sua área urbana, que possui 0.029 km².